# 公文式
公文式（日语：／ Kumonshiki，全称株式会社日本公文教育研究会（日语：株式会社日本公文教育研究会））是一家位於日本的大型民營教育事業機構，1958年成立在日本大阪府大阪市，原來是補習班，爾後以專利權之形式拓展業務乃至海外。

## 歷史
「公文式」的創辦人公文公，出生於日本高知縣，畢業於大阪帝國大學理學部數學科，先後擔任土佐中學、土佐高校、大阪市立櫻宮高中的數學教師，因為自己的長子公文毅的數學成績不理想，開始發明一套教材，讓兒子每日定時花少量時間練習，由於成果卓越，在1958年於日本大阪市成立了大阪數學研究會，並在1983年正式更名為(株)公文教育研究會。
截至2018年3月，日本國內共有16,200間公文教室，學生人數達160萬名。而日本以外，目前有50個國家在推廣公文式，共有8,600間公文教室，學生人數達268萬名。
| 年份 | 獎項                                                                                            |
| 1954 | 創始人公文公為兒子公文毅在活頁紙上手寫計算題，讓公文毅開始自學自習（公文式學習法的雛形）        |
| 1955 | 在日本 大阪開設首間使用公文式數學教材的教室                                                     |
| 1958 | 在日本 大阪創立大阪數學研究會（公文教育研究會的前身）                                           |
| 1963 | 在日本 東京設立分公司                                                                           |
| 1974 | 在美國 紐約開設首間海外公文式教室                                                               |
| 1975 | 在台灣開設公文式輔導室與協會(功文)                                                              |
| 1978 | 公文毅正式出任公文教育研究會社                                                                  |
| 1980 | 在日本推出「公文式英文」課程（外語課程），並分別於巴西 聖保羅、德國 杜塞道夫設立分公司          |
| 1980 | 在巴西 聖保羅設立分公司                                                                         |
| 1980 | 在德國 杜塞道夫設立分公司                                                                       |
| 1981 | 在日本推出「公文式國語(即日本語)」課程（母語課程）                                              |
| 1982 | 在美國 洛杉磯設立分公司                                                                         |
| 1984 | 在澳洲 悉尼設立分公司                                                                           |
| 1988 | 公文出版有限公司設立                                                                            |
| 1988 | 在香港設立分公司                                                                                |
| 1988 | 在加拿大 多倫多設立分公司                                                                       |
| 1990 | 在澳洲推出「公文式英文ERP」課程（母語課程)(「公文式英文ERP」課程，目前在全球23個國家及地區提供) |
| 1990 | 在英國 倫敦設立分公司                                                                           |
| 1991 | 在西班牙 馬德里設立分公司                                                                       |
| 1993 | 在台灣推出「公文式中文」課程（母語課程）                                                        |
| 1995 | 在新加坡設立分公司                                                                              |
| 1995 | 在智利 聖地牙哥設立分公司                                                                       |
| 1995 | 在墨西哥 墨西哥城設立分公司                                                                     |
| 1995 | 在中國 上海設立分公司                                                                           |
| 1996 | 公文L.I.L.有限公司設立                                                                          |
| 1996 | 在南非 約翰尼斯堡設立分公司                                                                     |
| 1996 | 在菲律賓 馬尼拉設立分公司                                                                       |
| 1997 | 在馬來西亞 吉隆坡設立辦公室                                                                     |
| 1998 | 在泰國 曼谷設立分公司                                                                           |
| 1998 | 在阿根廷 布宜諾斯艾利斯設立分公司                                                               |
| 2000 | 在印尼 雅加達設立分公司                                                                         |
| 2000 | 公文公教育研究所有限公司設立                                                                    |
| 2004 | 在巴西推出「公文式英文EFL」課程（外語課程）                                                     |
| 2004 | 在印度 新德里設立分公司                                                                         |
| 2004 | 在哥倫比亞 波哥大設立分公司                                                                     |
| 2005 | 在中國 廣州設立分公司                                                                           |
| 2006 | 在越南 胡志明市設立分公司                                                                       |
| 2007 | 中國公文區域總部設立（總部設於香港）                                                            |
| 2006 | 在卡塔爾 多哈設立分公司                                                                         |
| 2008 | 公文式五十週年                                                                                  |
| 2010 | 中國公文區域總部北京代表處設立                                                                  |
| 2011 | Global Communication & Testing Co., Ltd. 設立                                                   |
| 2011 | 在中國北京設立分公司                                                                            |
| 2012 | 公文（北京）商貿設立                                                                            |
| 2012 | 香港公文澳門常設代表處設立                                                                      |
| 2014 | 創始人公文公誕辰100週年                                                                         |

## 外部連結
- 公文教育研究會 （页面存档备份，存于）